# Gasim bey Zakir
Gasim bey Zakir (en azerí: Qasım bəy Zakir) fue un poeta y escritor azerbaiyano.

## Vida
Gasim bey Zakir nació en la ciudad de Şuşa, en 1784. Descendiente del linaje Javanshirs, muy conocidos en Karabaj. Su bisabuelo Kazim aga es hermano carnal de Panah kan, quien fundó la ciudad de Şuşa. Gasim bey recibió su primera educación en la escuela religiosa musulmana y aprendió idiomas arábe y persa. Sus conocimientos de idiomas le permitieron familiarizarse con las obras de los célebres maestros de las letras del Medio Oriente como Ferdousí, Nezamí Ganyaví, Sa'di y Hafiz. La infancia y la juventud del poeta coincidieron con el período de agitaciones político-militares en Karabaj. 
El ataque de Karabaj y el asedio de Şuşa por Kayar en 1795, la defensa de la ciudad por el pueblo, el asesinato de Kayar en Şuşa 2 años después de este suceso, el crimen del poeta Molla Panah Vagif junto con su hijo en la llanura Yidir, la cruel matanza de Ibrahim kan en Karabaj a principios del siglo XIX, etc. 
Fueron los acontecimientos que él vio e historias que oyó en los años de su adolescencia y juventud. Estos sucesos influyeron en la formación de su visión del mundo. Después de que el Kanato de Karabaj pasó a formar parte del Imperio Ruso, Zakir se enroló en el regimiento de caballería musulmana voluntaria del Cáucaso y asistió a las guerras entre Rusia e Irán en los años 1806-1813 y 1826-1828. Él combatió dentro del grupo contra el ejército iraní encabezado por Abbas Mirza y fue galardonado con la medalla de plata por haber destacado en las batallas. En 1829 muere el hijo de Zakir a causa de enfermedad. Este acontecimiento afligió profundamente al poeta. En un poema escrito con este motivo Zakir narra el sufrimiento causado por la muerte de su hijo. 
En 1830 Zakir se fue a Balakán formando de los grupos policiales voluntarios y participó en el aplastamiento de las sublevaciones en Yar. En su carta en verso titulada Prefacio de Yar que envió a su amigo Baba bey Shakir alabó la valentía que los caballeros de Karabaj mostraron en la guerra y también contó sobre su coraje. Gasim bey Zakir acabó los últimos días de su vida asediado por la necesidad económica y las dificultades. Gasim bey Zakir, murió en 1857 en Şuşa y fue enterrado en el cementerio de Mirza Hasan.

## Creación
Las sátiras de Zakir estaban dirigidas contra la autoridad del zar, las leyes y regulaciones coloniales del zarismo. Quienes pisotean los derechos de los débiles y los incapaces están criticados con más severidad en la sátira de Zakir. El desenmascaramiento, crítica aguda y la risa sarcástica son unas de las principales características de las sátiras de Zakir. Él no se satisface sólo con la descripción de las deficiencias sociales, asimismo, se manifiesta contra ellas, adopta una actitud crítica, en ellas vierte su odio e ira. 
Los relatos en verso y fábulas juegan un papel importante en la creación de Zakir. Nezamí Ganyaví, Khaqani, Fuzûlî y otros clásicos de Azerbaiyán, escribieron la mayoría de sus narraciones en verso conforme a los requisitos de la vida actual.
En las narraciones en verso de los clásicos se ilustran y se describen ideas avanzadas, personajes reales y algunos acontecimientos. Las narraciones en verso de Zakir tienen los mismos rasgos. Él tiene narraciones en versos como Malikzada y Shahsanam, Amirzada, amante y enamorado, Cocina del enamorado, Sobre amante y enamorado, Tarlan y el enviado, El que perdió su camello, El derviche y la chica, El derviche descarado, El cadí libertino y otros escritos con diferentes temas. 
En las narraciones en verso de Zakir el amor se describe como un sentimiento superior y noble. La lealtad, perseverancia y resistencia en el amor y la solidez en la fidelidad son el contenido principal en algunas de estas narraciones. El amor, la lealtad, la perseverancia y la resistencia, la lealtad, la resiliencia constituyen el contenido principal de algunas de estas historias. 
Las fábulas tienen un lugar excepcional en la creación de Zakir. El tiene seis fábulas publicadas en su Obras con títulos “El león, el lobo y el chacal”, El camello y el burro, El zorro y el lobo, Sobre los amigos traidores  (serpiente, camello, tortuga), La zorra y el león, Sobre los amigos fieles (tortuga, cuervo, roedor, gacela). 
Al escribir sus fábulas Zakir utilizó fundamentalmente las fábulas difundidas ampliamente en el arte popular, de la obra famosa india Calila y Dimna, asimismo, las fábulas de poesía clásica, de Nezamí Ganyaví, de Yalal ad-Din Muhammad Rumi y de Fuzûlî.
Zakir escribió sus fábulas de acuerdo con la nueva situación histórica y las exigencias de la vida moderna. La idea promovida en estas obras coinciden con la época del poeta. Él, por un lado hace alusión a los sucesos sociopolíticos de la época, se opone a la crueldad y por otro lado da consejos educativos y nobles sobre la lealtad, perseverancia, valentía, etc. a la juventud de su tiempo.